# Southminster
Southminster è un paese di 3 776 abitanti della contea dell'Essex, in Inghilterra.